# Терзян, Давид Вагеевич
Давид Вагеевич Терзян (род. 1973) — советский и абхазский музыкант, скрипач, дирижёр, художественный руководитель и главный дирижёр Абхазского Государственного камерного оркестра, народный артист Республики Абхазия (2020).

 

## Биография
Родился 7 октября 1973 года в семье музыкантов.

Выпускник Ереванской Государственной Консерватории им. Комитаса по классу скрипки, а также факультета оперно-симфонического дирижирования. В 1997 году окончил аспирантуру 
факультета оперно-симфонического дирижирования, учился у известного дирижёра Оган  Дурьян-Нарк.
Как скрипач работал в разных коллективах: 
- Ереванский симфонический юношеский оркестр Армении.
- Фортепианный квинтет Ереванской Государственной консерватории.
- Симфонический оркестр Радио и ТВ Армении.
- Камерный оркестр г. Жилина (Словакия).
- Филармоническом оркестре г. Акапулько(Мексика).
- Гастролировал по США, Франции, Словакии, Австрии, Мексике, России.

### Дирижёрская деятельность
Карьеру дирижёра начал в возрасте 18 лет, когда основал свой первый камерный оркестр «Сагмос» при Апостольской Церкви Армении.
Награждён золотой медалью в конкурсе «Амадеус» за лучшую интерпретацию современной музыки.
В возрасте 22-х лет назначен на должность дирижёра Симфонического оркестра Радио и ТВ Армении. Стал известен как своей мануальной техникой, так трактовкой произведений композиторов разных эпох.
С 1999 по 2010 г. работал дирижёром в Филармоническом оркестре г. Акапулько (Мексика).
В 2005 году стал лауреатом второго Международного конкурса дирижёров «Эдуарда Мата».
С 2010 года по приглашению Министерства культуры Абхазии и художественного руководителя дирижёра Государственного Камерного оркестра Абхазии народного артиста Анатолия Хагба, приезжает в Абхазию и вступает на должность главного дирижёра Государственного камерного оркестра и дирижера военно оркестровой службы Министерства обороны Республики Абхазия.

## Награды
- 2013 — Президент Республики Абхазия Александр Анкваб подписал Указ о присвоении Давиду Терзяну почётного звания «Заслуженный артист Республики Абхазия».[2]
- 2020 — Президент Республики Абхазия Аслан Бжания подписал Указ №230 о присвоении Давиду Терзяну почётного звания «Народный артист Республики Абхазия».